# Gia đình văn hóa
Gia đình văn hóa là một chỉ tiêu được chính phủ Việt Nam đề ra để thực hiện trong nhiều gia đình ở Việt Nam ở cấp tổ dân phố nhằm tạo ra một số tiêu chuẩn về văn hóa và khuyến khích các gia đình đạt các tiêu chuẩn này. Những gia đình được chính quyền cấp xã công nhận là đã đạt tiêu chuẩn sẽ được cấp bằng khen cùng tên, bằng khen Gia đình văn hóa. Tổng cộng là có 22 chỉ tiêu.
Các tiêu chuẩn văn hóa của chương trình này dựa nhiều trên các giá trị văn hóa truyền thống của Việt Nam. Tuy nhiên các tiêu chuẩn này không chỉ khép kín trong truyền thống, mà nó tiếp nhận các yếu tố văn hóa của những dân tộc khác. Đa phần các trường hợp nhận bằng khen là đủ tiêu chuẩn; tuy nhiên, vẫn có những ý kiến cho rằng trong một số ít trường hợp chưa hoàn toàn đạt yêu cầu mà vẫn được cấp bằng khen. Nếu 80% gia đình trong một khu phố đạt chỉ tiêu là "Gia đình văn hóa" thì ủy ban nhân dân địa phương có thể xin được công nhận là "phố văn hóa" hoặc "làng văn hóa".

## Mục đích
Năm 1960, phong trào gia đình văn hóa được thí điểm đầu tiên tại tỉnh Hưng Yên với 6 gia đình đầu tiên tại thôn Ngọc Tỉnh - xã Ngọc Long- huyện Yên Mỹ đồng thời cũng là những gia đình đầu tiên được công nhận Gia đình văn hóa. Mục đích của phong trào là khuyến khích các gia đình tích cực lao động sản xuất, thực hiện nếp sống mới, nuôi dạy con cái học hành tiến bộ, đoàn kết xóm làng và giữ gìn vệ sinh... Các hộ trong thôn tích cực xây dựng gia đình kiểu mẫu góp phần giúp phong trào tích cực lan rộng khắp các huyện, sau đó mở rộng tới nhiều địa phương khác.